# Кірунді
Кірунді (рунді) — мова народу рунді, одна з мов банту, якою говорить 6 мільйонів людей в Бурунді і прилеглих районах Танзанії і Конго, а також в Уганді.
Жителі Руанди і Бурунді належать до трьох різних етнічних груп: бахуту, батутсі і батва (пігмейський народ). 84% мовців належать до племені хуту, 15% — тутсі і 1% — тва.
Той факт, що ці етнічні групи говорять однією мовою, може бути результатом кількісної переваги бахуту над двома іншими групами.

## Класифікація
М. Гасрі включив рунді (разом з Руанда і ще кількома мовами) до групи D60 зони D, присвоївши їй номер D62. Пізніше на основі цієї групи (як і низки інших із зон D і E) була сформована зона J, якої не було у Гасрі.
Тому зараз і за класифікацією SIL, і за класифікацією тервуренської школи мова Кірунді має номер J62.
Рунді дуже близька до мови Руанда, основної мові сусідньої Руанди, і мови гіха, поширеної в західній Танзанії. Рунді і Руанда взаємозрозумілі.

## Лексика
| Приклади фраз                                                     | Приклади фраз                                 |
| ----------------------------------------------------------------- | --------------------------------------------- |
| Ego                                                               | Так                                           |
| Oya                                                               | Ні                                            |
| Uravuga icongereza?                                               | Ви говорите англійською?                      |
| Bite?                                                             | Що трапилося?                                 |
| Mwaramutse                                                        | Здрастуй / привіт                             |
| Ikirundi n'ikinyarwanda bisa nk'igi czek n'igi slovak             | Рунду і Руанда близькі, як чеська і словацька |
| Amata                                                             | Молоко                                        |
| Ejo                                                               | Вчора                                         |
| Eejo*                                                             | Завтра                                        |
| Nzoza ejo / Nzoz 'ejo                                             | Я прийду завтра                               |
| Ubu                                                               | Зараз                                         |
| Faransa / Ubufaransa                                              | Франція                                       |
| Ngereza / Ubwongereza                                             | Англія                                        |
| Leta zunz'ubumwe z'amerika                                        | Сполучені Штати Америки                       |
| Ubudagi                                                           | Німеччина                                     |
| Ububirigi                                                         | Бельгія                                       |
| Uburaya                                                           | Європа                                        |
| * eejo вимовляється так само як ejo, розрізняючи лише у написанні |                                               |